# Canal Brasil
Canal Brasil est une chaîne de télévision payante brésilienne dont la programmation est centrée sur les productions audiovisuelles nationales. Il est le résultat d'une association entre la division de télévision par câble Canais Globo (anciennement Globosat) et la société Grupo Consórcio Brasil (GCB), formée par les producteurs et réalisateurs de cinéma Luiz Carlos Barreto, Zelito Vianna, Marco Altberg, Roberto Farias, Anibal Massaini Neto, Patrick Siaretta, André Saddy et Paulo Mendonca.

Logo de la première chaîne, utilisé de 1998 à 2012.

## Incitation au cinéma brésilien

Logo utilisé de 2012 à 2020.

Canal Brasil promeut le Canal Brasil Acquisition Award, qui attribue 15.000,00 reais à quelques courts métrages de les plus importants festivals du pays. Depuis 2006, il organise également le Grand Prix du court métrage Canal Brasil, qui récompense 50 000 R$ au meilleur court métrage parmi les 10 lauréats du Prix d'acquisition Canal Brasil de l'année précédente. 

## Festivals de cinéma
En septembre 2020, Canal Brasil a diffusé le 48e Festival du film de Gramado, en raison de la pandémie COVID-19. Le mois suivant, il a exposé Cine-PE. Et en décembre de la même année, elle diffuse le spectacle du 53e Festival de Brasília et Cine Ceará.